# 18 Скорпиона
18 Скорпио́на (лат. 18 Scorpii) — одиночная звезда в созвездии Скорпион, которая находится на расстоянии около 45,7 светового года от Земли. Эта звезда примечательна тем, что по своим характеристикам она очень похожа на Солнце.

## Характеристики
По спектральному классу звезда относится к категории жёлтых карликов и является «двойником» Солнца: масса — 1,01 массы Солнца, радиус — 1,02 радиуса Солнца, светимость — 1,05 светимости Солнца. В связи с этим 18 Скорпиона представляет большой интерес для астрономов: её изучение может пролить свет на различные свойства и механизмы Солнца. Кроме того, звезда находится достаточно близко к Земле, чтобы быть удобной для наблюдений. Первоначально считалось, что 18 Скорпиона имеет тринадцатилетний цикл активности (Солнце имеет одиннадцатилетний цикл), совершает полный оборот вокруг своей оси за 23 дня (Солнце совершает полный оборот вокруг своей оси за 25 дней), а возраст звезды по оценке астрономов из Южной Европейской обсерватории составляет 2,9 миллиарда лет, что на 1,7 миллиарда лет меньше возраста Солнца. В 2014 году было уточнено, что звезда имеет семилетний цикл активности и она на 1,6 миллиарда лет моложе Солнца. Сравнение 18 Скорпиона с HIP 102152 (HD 197027) и Солнцем показало, что содержание лития у Солнца больше, чем у более молодой 18 Скорпиона, но меньше, чем у звезды HIP 102152, возраст которой составляет 8,2 миллиарда лет. По содержанию лития 18 Скорпиона схожа со звёздами HIP 100963 и HD 98618.

## Ближайшее окружение звезды
Следующие звёздные системы находятся на расстоянии в пределах 10 световых лет от 18 Скорпиона:
| Звезда     | Спектральный класс | Расстояние, св. лет |
| BD-07 4156 | M0 V               | 3,1                 |
| HC+03 1919 | M7 V               | 6,1                 |
| BK-05 9201 | M1 V               | 7,1                 |
| O'Neil 723 | M0 V               | 7,5                 |
| L 841-9    | K-M2 V             | 8,0                 |
| HC+25 1902 | K2 V               | 8,8                 |
| LP 684-17  | M4,5-5 V           | 9,0                 |
| HIP 79431  | M3 V               | 9,1                 |
| LP 805-10  | M V                | 9,4                 |
| BK-02 75   | M2 V               | 9,5                 |